# Veliko Palančište
Veliko Palančište (en serbe cyrillique : Велико Паланчиште) est un village de Bosnie-Herzégovine. Il est situé sur le territoire de la ville de Prijedor et dans la république serbe de Bosnie. Selon les premiers résultats du recensement bosnien de 2013, il compte 443 habitants.

## Géographie
Le village est situé au nord de Prijedor.

## Démographie

### Évolution historique de la population dans la localité
| 1948 | 1953 | 1961 | 1971 | 1981 | 1991 | 2013 |
| ---- | ---- | ---- | ---- | ---- | ---- | ---- |
| -    | -    | 635  | 597  | 539  | 503  | 443  |

|  |

### Communauté locale
En 1991, la communauté locale de Veliko Palančište comptait 1 372 habitants, répartis de la manière suivante :